# Grigore Eliescu
Grigore Eliescu (n. 25 ianuarie 1898, București – d. 26 august 1975, București) a fost un entomolog,  silvicultor și naturalist român, doctor docent în științe biologice, membru corespondent al Academiei Române din 1948.

## Studii
A absolvit Facultatea de Științe la București și s-a perfecționat la München.

## Activitatea didactică și științifică
A fost profesor universitar de entomologie, zoologie și protecția pădurilor la Catedra de botanică și zoologie forestieră a Facultății de silvicultură a Politehnicii București (până în 1953), apoi la Facultatea de silvicultură din Institutul Politehnic Brașov (1953-1958), șef al laboratorului de entomologie din Institutul de biologie Tr. Săvulescu (1959-1973). A condus Secția de ecologie animală la Institutul de Biologie din București.  A condus Muzeul Silvic (1922) și Casa Autonomă a Pădurilor Statului (1930–1933).  A fost fondator al Laboratorului de Protecția Plantelor (1933) și șef al lui.
Este creatorul școlii entomologice de silvicultură din România. Printre elevii săi se numără Ștefan Negru, Igor Ceianu și Gabriela Disescu, precum și alte cadre didactice și cercetători cu care a colaborat îndeaproape.
Membru de onoare al Academiei de Științe Agricole și Silvice.
Membru corespondent al Academiei de Științe din România începând cu 21 decembrie 1935.
Membru corespondent al Academiei Române din 1948.

## Domenii de cercetare
Contribuții la cercetarea dinamicii populațiilor de insecte și în ecologie și în entomologia forestieră (combaterea dăunătorilor). A făcut cercetări privind protecția pădurilor, în special fenomenul înmulțirii în masă a dăunătorilor și a metodelor de prognoză a acestor înmulțiri. A publicat Determinarea păsărilor răpitoare (1936) și Determinarea păsărilor agățătoare (1938) din România.

## Distincții
- Ordinul Muncii clasa I (28 februarie 1968) „pentru merite deosebite în domeniul științific și didactic”[2]

## Lucrări publicate
- Contribuții la cunoașterea morfologiei, anatomiei și biologiei lui Sophyrus pini L. (1932)
- Contribuții la cunoașterea morfologică și bionomică a lăcustei Isophya speciosa (1935)
- Determinarea păsărilor răpitoare (1936)
- Determinarea păsărilor agățătoare (1938)
- Elemente statistice relative la protecția pădurilor (1938)
- Observațiuni privitoare la studiul metodei în protecția pădurilor (1939)
- Reflecții pe marginea teoriei tipurilor de arborete (1939)
- Contribuții la combaterea insectelor vătămătoare pădurilor din România (1939)
- Protecția pădurilor (1940)
- Dușmanii pădurilor (1946)
- Asupra uscării în masă a stejarului (1943)
- Curs de zoologie, entomologie și protecția pădurilor, 1943
- Coropișnița (1949)
- Principalele animale vătămătoare pădurilor, recunoașterea și combaterea lor (1949)
- Principalii gîndaci de scoarță ai molidului și combaterea lor (1949)
- Determinatorul Ipidelor și Buprestidelor după felul vătămării (în colaborare, 1952)
- Un atac nou la puieții de cer (în colaborare, 1952)
- Insectele xilofage ale stejarului și dăunătorii conurilor și semințelor de rășinoase (1953)
- Stabilirea prognozei și atacurilor a cîtorva insecte (1954)
- Gândacii de frunză și combaterea lor, 1954